# Mira Bai

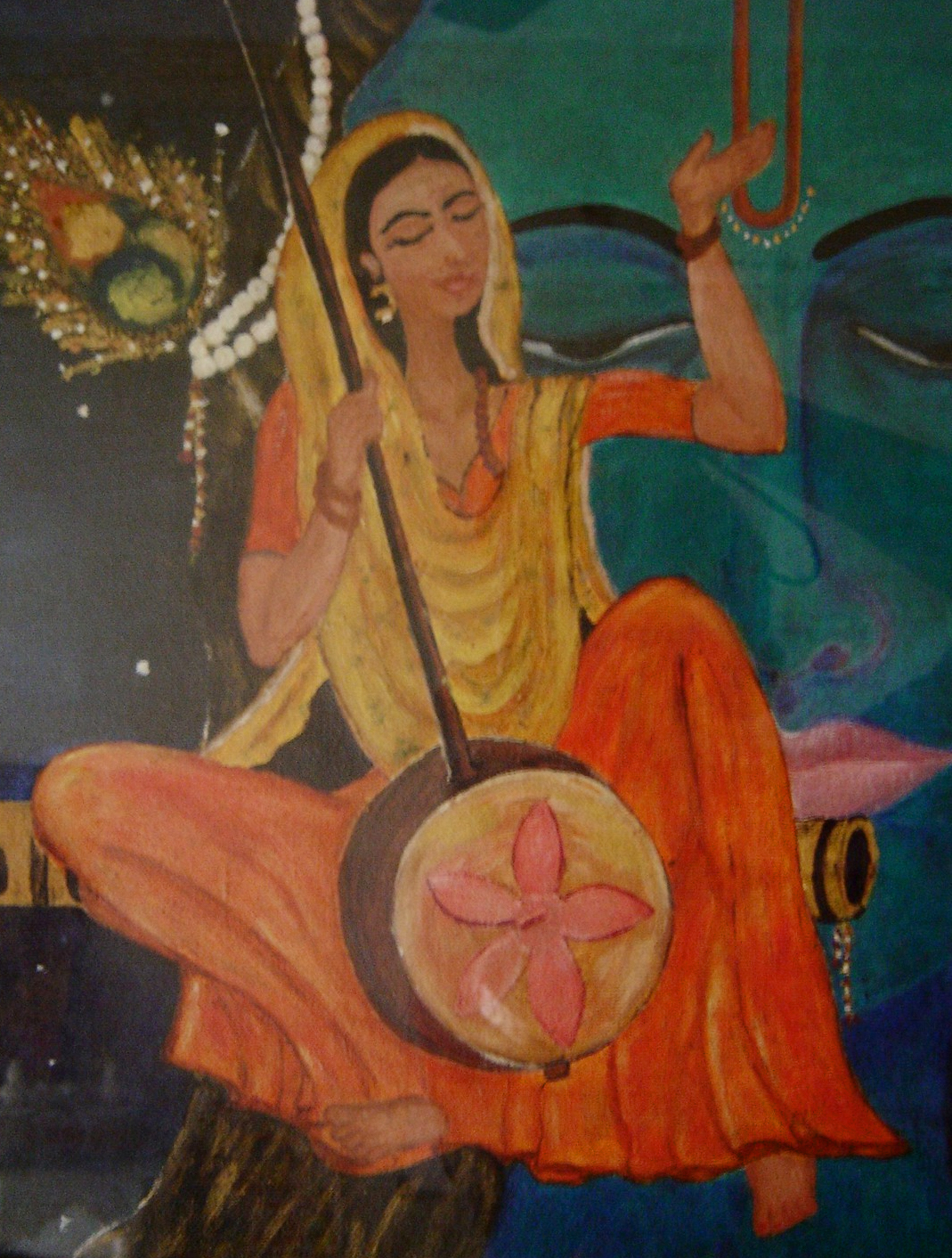
Mira Bai na obrazie.

Mira Bai, Mirabai (hindi: मीराबाई; kannada: ಮೀರಾಬಾಯಿ) (ur. 1498, zm. 1547) – poetka średniowiecznych Indii, reprezentująca kierunek literacki i religijny bhakti, święta krysznaizmu, której stan niepodlegania prawom tego świata opiewa wiele legend Radżastanu.

## Życiorys

### Pierwsze małżeństwo
Mira Bai żyła w XVI w. w Radżastanie, w czasach najazdów muzułmańskich. Wychowywał ją dziadek. To właśnie w domu dziadka, Mira już jako dziecko zaczęła wielbić Krysznę. W wieku 18 lat wydano ją za mąż za najstarszego syna władcy Mewaru. Po śmierci męża Mira nie dopełniła rytuału samospalenia (sati) i całkowicie oddała się kultowi Kryszny, co przynosiło prześladowania ze strony śiwaickiej rodziny męża. Prowadziła wędrowne życie: udała się do Mathury i Wryndawanu, gdzie jakoby Kryszna mieszkał jako boski pasterz. Ostatecznie przybyła do Dwaraki w obecnym stanie Gudźarat.

### Ścieżka oddania
Bhakti to kult Istoty Najwyższej, polegający na pełnym oddaniu i wierze w łaskę boską, a życie Miry Bai jest przykładem możliwości dosłownego rozumienia miłości mistycznej do osobowej formy bóstwa (isztadewata). Publicznie tańczyła i śpiewała, mieszała się z czcicielami Kryszny z niższych kast. Budziło to wielką konsternację i narażało reputację rodziny, była bowiem indyjską księżniczką.

### Zaślubiny z bóstwem
Legenda mówi, że Mira modliła się przed posągiem Kryszny w jego największej świątyni w Dwarce tak żarliwie, że ten ożył i połączył się z poetką. Tym samym osiągnęła mistyczne zjednoczenie z Absolutem w formie boga Kryszny, osobiste spełnienie miłości duchowej.

## Dzieła
Stworzyła wiele poematów dewocyjnych ku czci Kryszny. Pisała w językach bradź i gudźarati.
Jeden z jej hymnów został włączony do mangatyńskiej wersji Adi Granth - świętej księgi sikhizmu.